# نظم الخبب
نظم الخبب (بالإنجليزية: Gallop rhythm)‏ وهو النوع الثالث من الأصوات المسموعة والصادرة من القلب، حيث أن الصوت الثالث يكون مرضياً ويكون القلب عندها متسرعاً فإن الأصوات المسموعة من القلب تشكل ما يدعى (نظم الخبب) (gallop rhythm)، وبما أن بدء الدورة القلبية من الانقباض أمر اعتباري اصطلاحي، وكون الانبساط يقصر أكثر من الانقباض عند تسرع القلب.

## التسمية
سمية باسم نظم الخبب أو ايقاع مشية الفرس بسبب الإيقاع الذي يصدره القلب في هذه الحالة والذي يتشابه مع مشية الفرس الخفيفة.

## شرح
عادة ينبض القلب بصوتين اثنين مع ايقاعين مختلفين وذلك حسب سرعة نبضانه، والأخير إيقاع قطر الميزاب. الصوت الثالث: يحدث بسبب زيادة حجم الدم المتدفق داخل بطيني القلب في بدايات الانبساط، ومن أسبابه توسع عضلة القلب أو سوء عمل الصمامات وتسريبها للدم، وربما صدر عن القلوب الشابة السليمة (قبل عمر الأربعين) لفرط نشاط حركتها، وهو يتلو الصوت الثاني ويكون أقرب إليه وأبعد عن الصوت الأول، لذلك نسمع الدورة القلبية في وجوده
الصوت الرابع: يحدث من سوء ارتخاء جدر البطينين ومقاومتهما بالتالي لتدفق الدم عندما تدفعه إليهما الأذينتان في نهاية الانبساط، ومن أسبابه نقص التروية القلبية وثخانة جدر القلب وتضيقات الدسامات (الصمامات) القلبية، وبما صدر عن القلوب المسنّة السليمة (بعد عمر الستين) لقلة مرونتها مع تقدم العمر، وهو كذلك يتلو الصوت الثاني لكنه أقرب إلى الصوت الأول، فهو عملياً يُسمع سابقاٌ للصوت الأول، ولا يشترط أن يترافق وجوده مع وجود الصوت الثالث فهو يدعى رابعاً على كل الأحوال. ولكن عندما يصدر القلب الصوت الثالث فإنه ينبض بإيقاع اوضح، وهو نبضان قلب مريض متوسع أو شاب سليم.عندما يصدر القلب الصوت الرابع يكون الإيقاع في نبضان قلب مريض ثخين الجدر أو مسن سليم.ولما يتسرع القلب الذي يصدر الصوت الثالث فإنه يصدر نظم الخبب.

## وصلات إضافية
- chfpatients.com - suitable for non-medical people, but requires some knowledge of medical terms
- familypractice.com - requires knowledge of medical terms
- http://circ.ahajournals.org/content/20/6/1053.short - American Heart Assoc., Gallop Rhythm of the Heart
- Kuo PT، Schnabel TG، Blakemore WS، Whereat AF (1957). "Diastolic gallop sounds, the mechanism of production". J. Clin. Invest. ج. 36 ع. 7: 1035–42. DOI:10.1172/JCI103499. PMC:1072690. PMID:13449156.